# マーリン・キャロザース
マーリン・キャロザーズ（Merlin Carothers、1924年8月21日 - 2013年11月11日 ）は、アメリカ合衆国の著名な説教者、著作家である。

## 経歴
1943年、アメリカ陸軍に入隊して、第二次世界大戦中、爆薬処理の専門家として、第82空挺師団と共に、ノルマンディー上陸作戦から、フランス、ベルギー、ドイツを転戦した。バルジの戦いにも参加した。終戦後、ドイツに駐留して、ドワイト・アイゼンハワー元帥の護衛を務めた。
1946年に退役し、マリオン大学に入学して、卒業後、アズベリー神学校に入学して、卒業後、インディアナ州クレイプールのメソジスト教会で3年間牧師を務める。
1953年、陸軍の従軍牧師として米陸軍に再入隊し、ドイツ、韓国、ドミニカ共和国、パナマ、ベトナムに従軍する。1968年ベトナムより、帰国する。フォート・ベニング陸軍基地に配属されて、陸軍中佐として1971年に退役した。その後、講演、セミナー等で世界中で活躍した。
おもな著書は軍隊を脱走して投獄された経験を書いた『獄中からの讃美』である。軍人時代に軍票を使って横領していたが、クリスチャンになって回心を経験した。
1997年には来日し、主の十字架クリスチャン・センターなどで講演を行い、著書は「生ける水の川」「雲の間にある虹出版」などで翻訳・出版されている。

## 著作
- 『獄中からの讃美』 生ける水の川 1974年
- 『讃美の力』生ける水の川 1975年
- 『隠れた思い』生ける水の川 1993年
- 『聖なる楽しみ』生ける水の川 1993年
- 『モア・パワー』角笛出版 1993年
- 『賛美の祝福』マルコーシュ・パブリケーション 1994年
- 『賛美の山の勝利』マルコーシュ・パブリケーション 1995年
- 『恐れからの解放』雲の間にある虹出版 2000年
- 『あなたはいま幸せになれる』雲の間にある虹出版 2003年
- 『心にひそむ罪』雲の間にある虹出版 2005年